# Майский сельсовет (Пензенская область)
Майский сельсовет — муниципальное образование (сельское поселение) в составе Малосердобинского района Пензенской области. 
Административным центром сельского поселения является село Майское. 

## История
Статус и границы сельского поселения установлены Законом Пензенской области от 2 ноября 2004 года № 690-ЗПО «О границах муниципальных образований Пензенской области».

## Население
| 2002 | 2010 | 2012 | 2013 | 2014 | 2015 | 2016 |
| ---- | ---- | ---- | ---- | ---- | ---- | ---- |
| 1129 | ↘991 | ↘972 | ↘944 | ↘927 | ↗932 | ↘931 |
| 2017 | 2018 | 2021 |      |      |      |      |
| ↘922 | ↘878 | ↘700 |      |      |      |      |

## Состав сельского поселения
| № | Населённый пункт | Тип населённого пункта       | Население |
| - | ---------------- | ---------------------------- | --------- |
| 1 | Бадровка         | село                         | ↘37       |
| 2 | Комаровка        | деревня                      | ↘2        |
| 3 | Майское          | село, административный центр | ↘226      |
| 4 | Чунаки           | село                         | ↘435      |